# Karsy Dolne
Karsy Dolne – wieś w Polsce położona w województwie świętokrzyskim, w powiecie buskim, w gminie Pacanów>.
W latach 1975–1998 miejscowość administracyjnie należała do województwa kieleckiego.